# Cerocoma kunzei
Cerocoma kunzei là một loài bọ cánh cứng trong họ Meloidae. Loài này được Frivaldszky von Frivald miêu tả khoa học năm 1835.